# 木村純夫
木村 純夫（きむら すみお、1950年（昭和25年）10月17日 - ）は、日本の政治家。埼玉県幸手市長（2期）。

## 来歴
茨城県五霞町生まれ。埼玉県幸手市大字神明内在住。埼玉県立春日部高等学校、立教大学文学部卒業。1973年に日本鉱業に入社。1997年に関連会社のジャパレンに出向し、取締役管理部長を務めた。
2001年に退職。同年8月、幸手市助役に就任。幸手市の市町村合併問題で2003年11月に辞任（「幸手市#平成の大合併における幸手市の動向」「桜宮市」を参照）。2004年から10年間、埼玉県済生会栗橋病院（現：埼玉県済生会加須病院）の事務部長を務めた。

### 2015年幸手市長選挙
2015年10月25日投開票の幸手市長選挙に立候補したが、現職で再選を目指す渡辺邦夫に61票の僅差で破れ落選。
※当日有権者数：43,792人 最終投票率：44.61%（前回比：-2.00pts）
| 候補者名 | 年齢 | 所属党派 | 新旧別 | 得票数  | 得票率 | 推薦・支持 |
| -------- | ---- | -------- | ------ | ------- | ------ | ---------- |
| 渡辺邦夫 | 58   | 無所属   | 現     | 9,714票 | 50.17% |            |
| 木村純夫 | 65   | 無所属   | 新     | 9,653票 | 49.83% |            |

### 2019年幸手市長選挙
2019年8月21日、渡辺が自身の起こした傷害事件による引責で市長を辞職。9月2日、これに伴う市長選挙への立候補を表明。
10月6日の投開票の結果、元大学教授の池田智子を168票の僅差で破り初当選した。
※当日有権者数：43,434人 最終投票率：46.01%（前回比：+1.40pts）
| 候補者名 | 年齢 | 所属党派 | 新旧別 | 得票数   | 得票率 | 推薦・支持 |
| -------- | ---- | -------- | ------ | -------- | ------ | ---------- |
| 木村純夫 | 68   | 無所属   | 新     | 10,000票 | 50.42% |            |
| 池田智子 | 55   | 無所属   | 新     | 9,832票  | 49.58% |            |

### 2023年幸手市長選挙
2023年10月1日投開票の幸手市長選挙は、木村の任期満了に伴うもので現職の木村のほか2度目の挑戦となる池田、元幸手市議会議長の宮杉勝男、動画編集局記者の金村誠の4名で争い木村が再選。
※当日有権者数：41,816人 最終投票率：42.87%（前回比：-3.14pts）
| 候補者名 | 年齢 | 所属党派 | 新旧別 | 得票数  | 得票率 | 推薦・支持 |
| -------- | ---- | -------- | ------ | ------- | ------ | ---------- |
| 木村純夫 | 72   | 無所属   | 現     | 8,907票 | 50.1%  |            |
| 池田智子 | 59   | 無所属   | 新     | 6,512票 | %      |            |
| 宮杉勝男 | 62   | 無所属   | 新     | 2,239票 | %      |            |
| 金村誠   | 49   | 無所属   | 新     | 129票   | %      |            |

## 市政・人物
- 柔道五段の有段者であり、高校生時代は埼玉県代表として国体、インターハイの出場経験がある[4]。中・高・大で柔道部の主将を務めた[6]。現在は埼玉県立春日部高等学校柔道部のOB会副会長を務める[6]。
- 2020年7月31日、新型コロナウイルス対策の財源に充てるため、自身の8月から12月までの月額給与を30％減額する条例案を市議会臨時会に提出した。教育長については10％減額する。同日、同条例案は可決された[10][11]。
- 2019年の市長選挙立候補にあたり、市民から不評であった「幸手市デマンド交通[12]」の見直しを公約に掲げて当選。市長就任後の市民アンケートの結果を受け、2021年2月にコミュニティバス「幸手市内循環バス」（2016年3月廃止）を2022年1月に運行再開することを決定、2021年度予算案に事業費2,116万円を計上した[13][14]。詳細は「幸手市内循環バス」の記事を参照。

## 著書
- 『愚直に生きる: セ・ラ・ヴィ―半生の記』文芸社、2004年7月。ISBN 978-4835577586